# یانگشویتسه
یانگشویتسه (به لاتین: Janiszewice) یک روستا در لهستان است که در گمینا زدونگسکا وولا واقع شده‌است.